# انالامپاسینا
انالامپاسینا (به لاتین: Analampasina) یک سکونتگاه مسکونی در ماداگاسکار است که در واتوواوی-فیتووینانی واقع شده‌است.

## خصوصیات
انالامپاسینا ۶٬۰۰۰ نفر جمعیت دارد و ۶۲۵ متر بالاتر از سطح دریا واقع شده‌است.